# He Jie
He Jie (chinesisch 何杰 Hé Jié; * 27. Dezember 1998 in Lingsha, Kreis Pingluo) ist ein chinesischer Leichtathlet, der sich auf den Langstreckenlauf spezialisiert hat. Im Marathonlauf ist er aktuell Inhaber des chinesischen Landesrekordes und siegte bei den Asienspielen 2022 in Hangzhou.

## Sportliche Laufbahn
2023 wurde He Jie mit neuem Landesrekord von 2:07:30 h Zweiter beim Wuxi-Marathon und startete im August bei den Weltmeisterschaften in Budapest und lief dort nach 2:19:48 h auf dem 45. Platz ein. Im Oktober siegte er dann in 2:13:02 h bei den Asienspielen in Hangzhou. Im Jahr darauf nahm er an den Olympischen Sommerspielen in Paris teil und wurde dort nach 2:22:31 h 67.

## Persönliche Bestzeiten
- 10.000 Meter: 29:45,50 min, 28. April 2023 in Rizhao
- Marathon: 2:06:57 h, 24. März 2024 in Wuxi (chinesischer Rekord)